# Harmsiopanax
Harmsiopanax és un gènere de plantes amb flor de la família de les araliàcies. Comprèn 3 espècies.